# 電子作戰飛機
電子作戰機（簡稱電戰機）是專門執行電子戰的軍用飛機，使用雷達以干擾和欺騙等方法降低敵方雷達和無線電系統的有效性，主要任務有電子干擾、反電戰、支援和破壞敵方電子設備。電戰機的研製與生產需要非常高的技術，目前僅有少數先進國家能自製。電戰機的功能常被用在攻击機、運輸機、轟炸機、战斗機、客機等機種上改装。

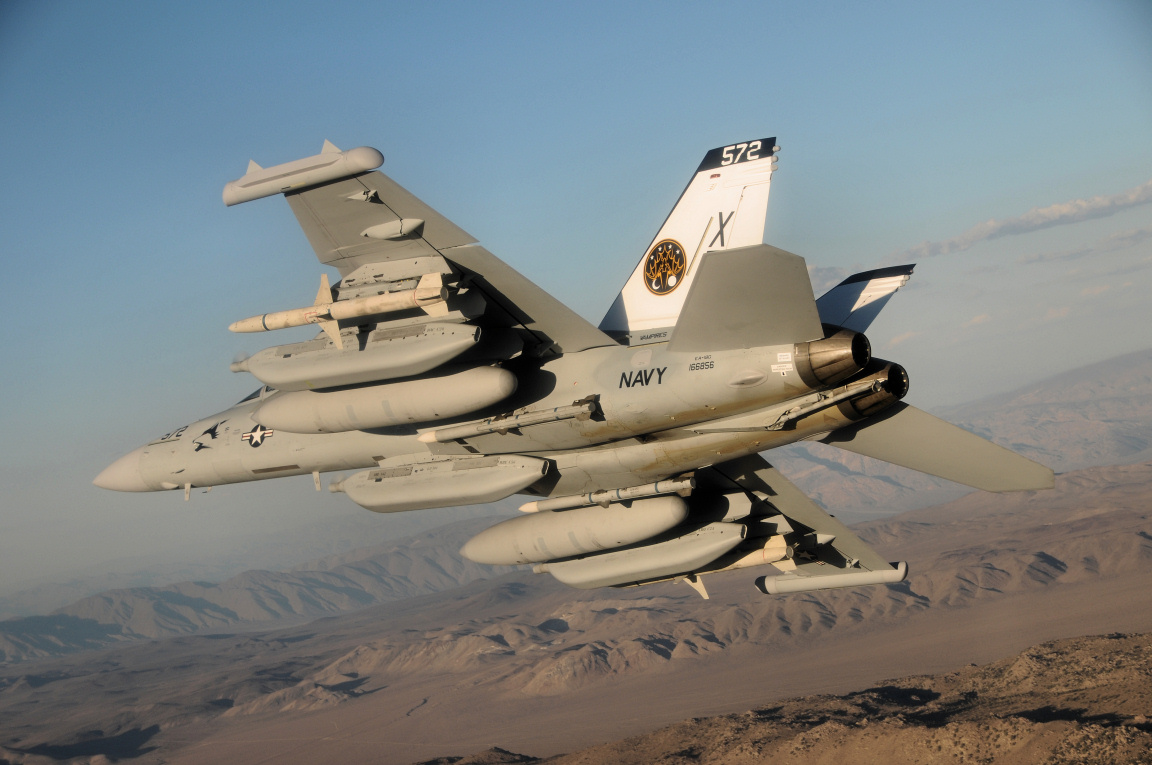
EA-18G咆哮者電子作戰機

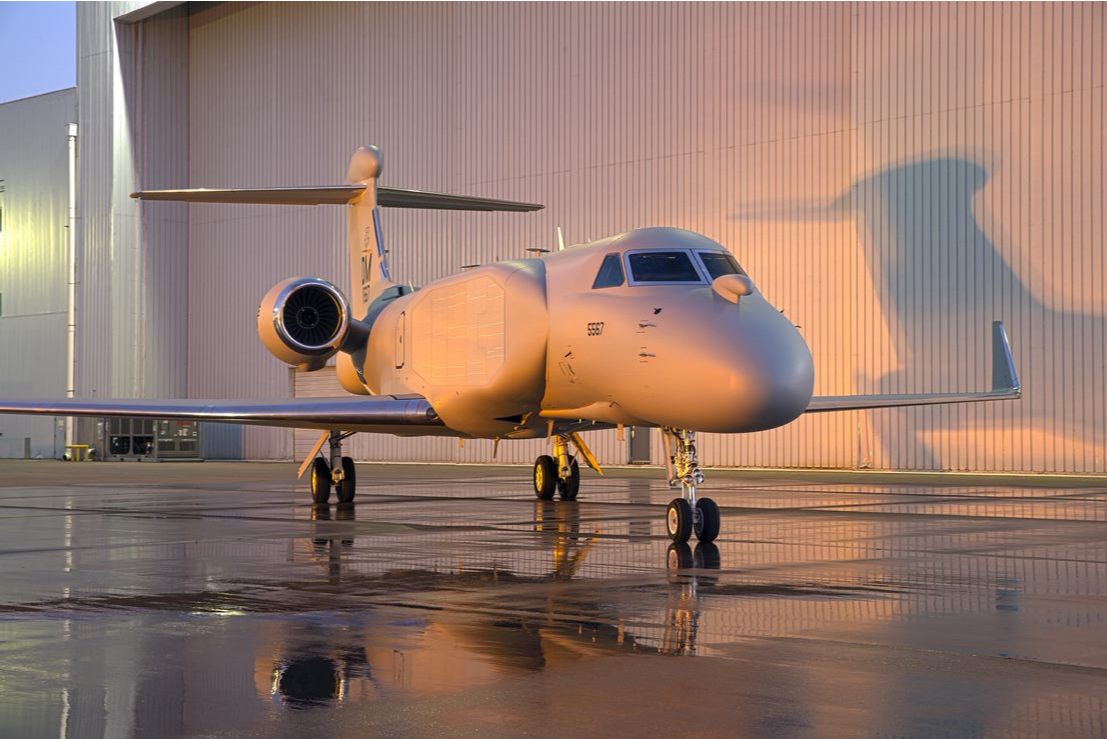
EA-37B

## 現役機型及使用者
- SHARK輕型飛機（乌克兰空军[1]）
- EC-130（英语：EC-130）（美國空軍）
- C-130HE（中華民國空軍）[2]
- Y-9LG（中國人民解放軍空軍）
- Y-9G（中國人民解放軍空軍）
- Y-8G（中國人民解放軍空軍）
- Il-22PP（俄羅斯空軍）
- Su-24MP（俄羅斯空軍）
- EA-37B（英语：EA-37B Compass Call）（美國空軍）
- EC-1（日本航空自衛隊）
- J-16D（中國人民解放軍空軍）
- J-15D （中國人民解放軍海軍）
- EA-18G咆哮者電子作戰機（美國海軍、澳洲皇家空軍）
- JH-7AII（中國人民解放軍空軍）
- 颱風EK（德國聯邦國防軍空軍*）
- 旋風ECR（德國聯邦國防軍空軍）
- YS-11EB（日本航空自衛隊）